# Giro di Puglia
El Giro di Puglia fue una antigua carrera ciclista por etapas italiana disputada de 1972 a 1998 en Apulia. Giuseppe Saronni fue el único corredor capaz de imponerse en tres ocasiones.

## Palmarés
| Año                               | Ganador                  | Segundo                  | Tercero                  |
| --------------------------------- | ------------------------ | ------------------------ | ------------------------ |
| 1972                              | Franco Bitossi           | Gösta Pettersson         | Tomas Pettersson         |
| 1973                              | Felice Gimondi           | Franco Bitossi           | Michele Dancelli         |
| 1974                              | Fabrizio Fabbri          | Ole Ritter               | Sigfrido Fontanelli      |
| 1975                              | Giovanni Battaglin       | Franco Bitossi           | Tino Conti               |
| 1976                              | Francesco Moser          | Miguel María Lasa        | Gianbattista Baronchelli |
| 1977                              | Pierino Gavazzi          | Marino Basso             | Giuseppe Saronni         |
| 1978                              | Giuseppe Saronni         | Francesco Moser          | Wladimiro Panizza        |
| 1979                              | Roger de Vlaeminck       | Vittorio Algeri          | Silvano Contini          |
| 1980                              | Giuseppe Saronni         | Gianbattista Baronchelli | Knut Knudsen             |
| 1981                              | Gianbattista Baronchelli | Claudio Torelli          | Giovanni Mantovani       |
| 1982                              | Alf Segersäll            | Vittorio Algeri          | Gianbattista Baronchelli |
| 1983                              | Mario Noris              | Gianbattista Baronchelli | Vinko Polončič           |
| 1984                              | Giovanni Mantovani       | Claudio Torelli          | Gianbattista Baronchelli |
| 1985                              | Silvano Contini          | Fabrizio Verza           | Luciano Rabottini        |
| 1986                              | Roberto Pagnin           | Giuseppe Saronni         | Dag Erik Pedersen        |
| 1987                              | Guido Bontempi           | Roberto Visentini        | Ezio Moroni              |
| 1988                              | Giuseppe Saronni         | Franco Chioccioli        | Stefan Joho              |
| 1989                              | Angelo Lecchi            | Emanuele Bombini         | Fabrizio Convalle        |
| 1990                              | Guido Bontempi           | Stefano Colagè           | Marco Vitali             |
| 1991                              | Fabiano Fontanelli       | Enrico Zaina             | Marco Lietti             |
| 1992                              | Dominique Arnould        | Gérard Rué               | Christophe Manin         |
| 1993                              | Giuseppe Calcaterra      | Luca Gelfi               | Massimo Ghirotto         |
| 1994-1995 ediciones no realizadas |                          |                          |                          |
| 1996                              | Fabrizio Guidi           | Francesco Casagrande     | Stefano Colagè           |
| 1997                              | Silvio Martinello        | Sergio Barbero           | Glenn Magnusson          |
| 1998                              | Glenn Magnusson          | Massimo Donati           | Jaan Kirsipuu            |

## Palmarés por países
| País    | Victorias |
| ------- | --------- |
| Italia  | 21        |
| Suecia  | 2         |
| Bélgica | 1         |
| Francia | 1         |